# Enric Olivé Martínez
Enric Olivé Martínez   (Cambrils, 11 de setembre de 1914 - 10 d'abril de 2004) fou un polític català nascut a Cambrils i establert a Tarragona des de petit, alcalde de Tarragona entre 1949 i 1954.
Pius XII li atorgar el 1952 la distinció de Cavaller de l'Orde de Sant Silvestre Papa. Officier d'Académie per nomenament del Ministre de l'Education Nacionale, el 5 de maig de 1953. Creu d'Alfonso X el Sabio. Creu de Cisneros.

## Biografia
Enric Olivé era un home d'orígens humils, fill de ferroviaris. Residia a Tarragona quan va esclatar la Guerra Civil espanyola. Com que era president de la Federació de Joves Cristians, va ser empresonat i condemnat a mort.
El febrer de 1949 fou nomenat alcalde de Tarragona, càrrec que ocupà fins al desembre de 1954. Va crear la Universitat Laboral i la Ciutat Residencial, va impulsar la recuperació del Conservatori de Música i va encapçalar la transformació urbanística de la ciutat sota el lema "Tarragona endavant" i va ampliar el sector de Comte Vallellano de la Rambla Nova de Tarragona pel seu centenari, on inaugurà la font del centenari. També fou Procurador en Corts de 1949 a 1955.
L'any 1970 va ser l'impulsor de la fusió de les dues colles castelleres que van originar els Xiquets de Tarragona i va revifar el nivell casteller de la ciutat, que en aquell moment amb prou feines aixecava construccions de set. Fou el primer president del Patronat de Castells de Tarragona, entitat organitzadora del Concurs de Castells de Tarragona, i fou fundador i primer president de la Coordinadora de Colles Castelleres de Catalunya, entitat creada el 1990. Fou nomenat Prohom Casteller.
El 1980 fou elegit diputat al Parlament de Catalunya per Convergència i Unió amb Unió Democràtica de Catalunya. Va presidir la Reial Societat Arqueològica entre el 1985 i el 1992.
L'Ajuntament de Tarragona li atorgà la Medalla de la Ciutat el 1994. Les seves memòries estan recollides en el llibre Memòries involuntàries, en format d'entrevista amb el periodista Antoni Coll i Gilabert.
Després d'anys de tenir la malaltia de Parkinson, va morir el dissabte 10 d'abril del 2004 a l'edat de 89 anys.